# Open access
Open access (OA) er et begreb, der benyttes om gratis uhindret online adgang til fagfællebedømt forskning. Gratis betyder i denne sammenhæng, at der ikke kræves vederlag for benyttelsen, dvs. at adgangen til materialet er åben eller fri. Det er oftest videnskabelige, fagfællebedømte tidsskrifter, der er Open Access, men der er et stigende antal bøger og andre videnskabelige publikationer, der publiceres Open Access. Se f.eks. Knowledge Unlatched og DOAB. Der findes to udgaver af Open Access: gratis – er gratis online adgang, og libre – er gratis online adgang samt giver forskellige former for ret til at bruge og videreudvikle værkerne. Disse rettigheder kan reguleres med en Creative Commons licens.[Kilde mangler]

## Baggrund
Forskere har gjort deres videnskabelige arbejder tilgængelige i online arkiver før begrebet Open Access på globalt plan blev defineret gennem ”Open Access Initiative” i Budapest i februar 2002, Bethesda (juni 2003) og Berlin deklarationenerne i oktober 2003. I “Open Access Initiative” fra Budapest defineres Open Access-begrebet som:
”There are many degrees and kinds of wider and easier access to this literature. By “open access” to this literature, we mean its free availability on the public internet, permitting any users to read, download, copy, distribute, print, search, or link to the full texts of these articles, crawl them for indexing, pass them as data to software, or use them for any other lawful purpose, without financial, legal, or technical barriers other than those inseparable from gaining access to the internet itself. The only constraint on reproduction and distribution, and the only role for copyright in the domain should be to give authors control over the integrity of their work and the right to be properly acknowledged and cited.”
Deklarationerne fra Bethesda og Berlin udvider desuden definitionen med:”…copy, use, distribute, transmit and display the work publicly and to make and distribute derivative works, in any digital medium for any responsible purpose, subject to proper attribution of authorship.”
En forfatter har to muligheder for at publicere Open Access.
1. Grøn Open Access: også kaldet parallelpublicering, hvor forfatteren har fået tilladelse fra udgiveren til at arkivere et eksemplar af sit arbejde i et digitalt arkiv (repository). Denne form for Open Access er ofte belagt med embargo typisk på mellem 6-24 mdr. På denne måde har tidsskrifterne stadig mulighed for at sælge abonnementer, inden publikationerne bliver offentlige tilgængelige.

1. Gylden Open Access: hvor forfatteren publicerer sine værker i et Open Access tidsskrift, der opkræver en publiceringsafgift (Article Processing Charge eller APC) fra enten forfatteren, dennes institution eller bevillingsgiver. Størstedelen af de traditionelle videnskabelige tidsskrifter med abonnementsbetaling giver dog også mulighed for at publicere gylden Open Access (hybrid Open Access) ved betaling af APC.

Der er verden over mange fortalere for Open Access. En af de mest prominente er filosofiprofessoren Peter Suber fra Earlham College og medlem af organisationen SPARC Arkiveret 15. august 2013 hos  Wayback Machine (under den amerikanske Association of Research Libraries). Peter Suber definerer begrebet således: “Open-access (OA) literature is digital, online, free of charge, and free of most copyright and licensing restrictions with proper attribution to the author.”
Samlet set har disse initiativer rejst opmærksomhed verden over både politisk og holdningsmæssigt. Det er efterhånden normen, at der bliver nedskrevet forskellige former for politikker eller strategier, der skal understøtte fri adgang til forskningsresultater. I Danmark arbejdes der også på at få sat Open Access på dagsordenen, hvilket i 2011 resulterede i ”Anbefaling til implementering af Open Access i Danmark” og i 2014 ”Danmarks Nationale Strategi for Open Access” Arkiveret 11. december 2015 hos  Wayback Machine. Visionen er: ”At skabe fri adgang for alle borgere, forskere og virksomheder til alle forskningsartikler fra danske forskningsinstitutioner finansieret af det offentlige og/eller af private fonde.”

## Interessenter/Aktører
I kølvandet på Internettet er der opstået nye muligheder inden for publicering. Disse muligheder indebærer en række fordele for mange af de aktører, som indgår i arbejdet med vidensproduktion og forskning, men det udfordrer også de traditionelle forretningsmodeller i udgiverbranchen. Der er mange aktører og interessenter, som har en mening om Open Access, som er farvet af, hvilket udgangspunkt de har. Visse politikere ser Open Access som et middel til at få det maksimale udbytte af den forskning, som bliver finansieret af staten ved at stille resultaterne til rådighed for offentligheden. Ikke-statslige bevillingsgivere (fx fonde) største motivation for at stille krav om Open Access publicering af forskningsresultater er, at de ikke både vil betale for at få forskningen udført og for at få adgang til forskningsresultaterne oftest i form af artikler.[kilde mangler] Dette kommer bl.a. til udtryk i Horizon 2020, som er EU’s rammeprogram for forskning og innovation for 2014-2020 med et budget på ca. 600 mia. DKR, som stiller krav om Open Access publicering af alle artikler med støtte fra programmet. I Danmark stiller alle forskningsråd og -fonde krav om Open Access publicering. I 2012 vedtog De Offentlige Forskningsråd og –fonde en Open Access politik Arkiveret 11. december 2015 hos  Wayback Machine, hvis formål er: "udbrede Open Access som standard i videnskabelig publicering. Målet er, at alle videnskabelige artikler, som er kvalitetssikrede i peer-review og optaget i et videnskabeligt tidsskrift, skal kunne læses og distribueres uden finansielle, tekniske og juridiske restriktioner.”[kilde mangler] Mange bevillingsgivere opfordrer i høj grad til at parallelpublicere i et "repository" dvs. et digitalt arkiv. Undersøgelser viser, at omkring 80% af de videnskabelige forlag tillader selvarkivering med eller uden embargo. Databasen SHERPA/RoMEO giver en oversigt over en stor del af de videnskabelige forlags standardaftaler samt vilkårene for Open Access publicering i de enkelte tidsskrifter.
Universiteter er først og fremmest interesseret i at den forskning, som de finansierer via deres ansættelser, har den størst mulige effekt. Dermed kan de tiltrække flere forskningsmidler og andre forskere og profilere sig på den forskning, som de bedriver.[Kilde mangler] For forskere er incitamentet for at vælge at publicere Open Access, at deres arbejde i højere grad kan blive læst og citeret, hvis der er fri adgang til deres arbejde. Mange undersøgelser viser en tendens til, at der er citationsfordele ved at publicere Open Access inden for visse fagområder, mens andre undersøgelser har svært ved at påvise fordele ved Open Access publicering inden for andre områder. Denne liste Arkiveret 11. december 2015 hos  Wayback Machine viser dog at artikler udgivet Open Access har tendens til at generere stor opmærksomhed online. Bibliotekernes motivation for Open Access er dels et resultat af den økonomiske situation, men også af den underliggende tanke, der er for al biblioteksvirksomhed: at stille relevant information til rådighed for brugerne. Bibliotekerne har i en årrække stået i en situation, hvor faldende budgetter og stigende tidsskriftspriser har stået i skarp kontrast. Det har udløst en tidsskriftskrise, hvor bibliotekerne, som modgreb, har opsagt mange tidsskriftsabonnementer. Hvis bibliotekerne fortsat skal opfylde deres formål, er det derfor nødvendigt, at der findes bæredygtige modeller, som alle parter kan leve med.
Udgivere/tidsskriftsredaktioner: Udgiverne fordeler sig i to grupper.
1. De store forlag, som er virksomheder, hvis eksistens er afhængig af at skabe overskud
2. Mindre forlag eller organisationer med en eller to tidsskriftsredaktioner

De store forlag er meget store og formålet er at opretholde et provenu af hensyn til aktionærerne. De har vist sig meget dygtige til at udvikle nye Open Access forretningsmodeller, og er derfor en vigtig medspiller, når der skal udvikles bæredygtige forretningsmodeller.
De mindre tidsskriftsredaktioner er ofte drevet helt eller delvist af frivilligt arbejde, og deres omkostninger dækkes oftest af medlemskaber eller andre former for abonnementsordninger. De er dog under pres af stigende krav om online adgang samt et faldende antal abonnenter til deres trykte publikationer. Fordelen ved Open Access for de små udgivere er, at det er forholdsvist let at overgå til online formatet, hvis de vælger at udkomme Open Access, da der findes en række Open Source værktøjer, som kan håndtere den type udgivelse. Udfordringen for de små udgivere er, at de skal lægge om fra at være finansieret af abonnementsordninger til at være finansieret af APC.
Et væsentligt argument for, at almenheden skal have adgang til videnskabelig litteratur er, at meget forskning er finansieret via skattepenge. Dvs. at befolkningen har ret til at se resultatet af den forskning, de har været med til at betale for. Derudover får forskere fra udviklingslande adgang til videnskabelig litteratur, hvor der ikke er råd til at købe de dyre pakkeløsninger fra de store forlag.
Man skal dog være varsom med at godtage alt, der findes online gratis. For nogle forlag er Open Access en ny mulighed for at tjene penge og det er derfor vigtigt at skelne mellem de etablerede forlag, societies og andre forskningsinstitutioner, der tilbyder Open Access publicering mod betaling, og så de tidsskrifter der etableres som Open Access med det ene formål at tjene penge. Disse tidsskrifter vil typisk fremvise en falsk Impact Factor, slække på kvaliteten i fagfællebedømmelse-processen eller have skjulte gebyrer. Du kan se en opdateret liste over Predatory Publishers her.
Open Access kan ses som et middel til at opnå forskellige mål i forhold til f.eks. at få mest muligt ud af de offentlige forskningsbevillinger, friere adgang til forskningsresultater og større synlighed af forskernes arbejde. Open Access er også en del af bevægelsen af tilgængeliggørelse af forskning under den paraply, som hedder Open Science. Læs evt. mere under ”Se også” nedenfor eller se denne video.